# Едуардо Ернандес
Едуардо Ернандес (ісп. Eduardo Hernández, нар. 31 січня 1958) — сальвадорський футболіст, що грав на позиції воротаря.

## Кар'єра
Виступав за команду «Сантьягеньйо». У складі національної збірної Сальвадору був учасником чемпіонату світу 1982 року в Іспанії, але на поле на турнірі не виходив.